# Truellum debile
Truellum debile är en slideväxtart som först beskrevs av Meissn., och fick sitt nu gällande namn av Sojak. Truellum debile ingår i släktet Truellum och familjen slideväxter. Inga underarter finns listade i Catalogue of Life.